# Nordamerikanische und karibische Handball-Vereinsmeisterschaft der Männer
Die nordamerikanische und karibische Handball-Vereinsmeisterschaft der Männer (englisch: North American and Caribbean Senior Club Championship) ist ein von der Handballkonföderation Nordamerikas und der Karibik veranstalteter Wettbewerb für Handball-Vereinsmannschaften aus Nordamerika und der Karibik. Der Sieger der Meisterschaft ist qualifiziert für die Handball-Vereinsweltmeisterschaft IHF Super Globe.

## Geschichte
Von 2007 bis 2018 gab es für Vereinsmannschaften Amerikas die Pan American Club Championship. Mit der Gründung der Handballkonföderation Nordamerikas und der Karibik wurde auch die Vereinsmeisterschaft dem neuen Zuständigkeitsbereich angepasst.

## Turniere und Teilnehmer
| Jahr | Gastgeberland                                   | Teams                                           | 1. Platz                                        | 2. Platz                                        | 3. Platz                                        | weitere Platzierungen                                                                 |
| ---- | ----------------------------------------------- | ----------------------------------------------- | ----------------------------------------------- | ----------------------------------------------- | ----------------------------------------------- | ------------------------------------------------------------------------------------- |
| 2019 | Vereinigte Staaten                              | 3                                               | New York City THC (USA)                         | Handball Quèbec (CAN)                           | Los Angeles THC (USA)                           | Los Guerrilleros (PUR) hatte die Mannschaft zurückgezogen                             |
| 2020 | nicht ausgetragen (wegen der COVID-19-Pandemie) | nicht ausgetragen (wegen der COVID-19-Pandemie) | nicht ausgetragen (wegen der COVID-19-Pandemie) | nicht ausgetragen (wegen der COVID-19-Pandemie) | nicht ausgetragen (wegen der COVID-19-Pandemie) | nicht ausgetragen (wegen der COVID-19-Pandemie)                                       |
| 2021 | Vereinigte Staaten                              | 3                                               | San Francisco CalHeat (USA)                     | Club Ministros (MEX)                            | New York City THC (USA)                         | –                                                                                     |
| 2022 | Mexiko                                          | 6                                               | Club Ministros (MEX)                            | Club Vikingos de Sonora (MEX)                   | San Francisco CalHeat (USA)                     | Los Guerrilleros (PUR), Club de Handball de Lévis (CAN), New York Athletic Club (USA) |
| 2023 | Puerto Rico                                     | 4                                               | San Francisco CalHeat (USA)                     | Caciques de Palmer (PUR)                        | Los Guerrilleros (PUR)                          | Krakens Handball Club (MEX)                                                           |
| 2024 | Vereinigte Staaten                              | 4                                               | California Eagles (USA)                         | New York City THC (USA)                         | Los Angeles THC (USA)                           | Krakens Handball Club (MEX)                                                           |